# Calocalanus sayademalja
Calocalanus sayademalja is een eenoogkreeftjessoort uit de familie van de Paracalanidae. De wetenschappelijke naam van de soort is voor het eerst geldig gepubliceerd in 1987 door Shmeleva.